# Cantabria Bisons 2016
Questa voce raccoglie le informazioni riguardanti i Cantabria Bisons nelle competizioni ufficiali della stagione 2016.

## Maschile

### Liga Norte Senior 2016

#### Stagione regolare
| Torrelavega 20 dicembre 2015, ore 12:00 | CDE Berserkers | 0 – 71 referto | Cantabria Bisons | Sierrallana |

| Saragozza 16 gennaio 2016, ore 17:00 | Zaragoza Hornets | 6 – 7 referto | Cantabria Bisons |  |

| 23 gennaio 2016, ore 12:00 | Oviedo Madbulls | 0 – 79 referto | Cantabria Bisons |  |

| Santander 15 febbraio 2016, ore 16:00 | Cantabria Bisons | 56 – 6 referto | CDE Berserkers | IMD Ruth Beitia |

| Santander 13 marzo 2016, ore 12:00 | Cantabria Bisons | 49 – 7 referto | Zaragoza Dark Knights | IMD Ruth Beitia |

| Santander 16 aprile 2016, ore 11:30 | Cantabria Bisons | 108 – 0 referto | Gijón Royals | IMD Ruth Beitia |

### Statistiche di squadra
| Competizione      | %Vittorie | In casa | In casa | In casa | In casa | In casa | In casa | In trasferta | In trasferta | In trasferta | In trasferta | In trasferta | In trasferta | Totale | Totale | Totale | Totale | Totale | Totale |
| Competizione      | %Vittorie | G       | V       | N       | P       | Pf      | Ps      | G            | V            | N            | P            | Pf           | Ps           | G      | V      | N      | P      | Pf     | Ps     |
| ----------------- | --------- | ------- | ------- | ------- | ------- | ------- | ------- | ------------ | ------------ | ------------ | ------------ | ------------ | ------------ | ------ | ------ | ------ | ------ | ------ | ------ |
| Liga Norte Senior | 1.000     | 3       | 3       | 0       | 0       | 213     | 13      | 3            | 3            | 0            | 0            | 157          | 6            | 6      | 6      | 0      | 0      | 370    | 19     |
| Totale            | 1.000     | 3       | 3       | 0       | 0       | 213     | 13      | 3            | 3            | 0            | 0            | 157          | 6            | 6      | 6      | 0      | 0      | 370    | 19     |

## Femminile

### Liga Norte Femenina 2016

#### Stagione regolare
| Gijón 2 aprile 2016, ore 17:30 | Gijón Mariners | 26 – 12 referto | Cantabria Bisons | C.D. Las Mestas |

| Santander 30 aprile 2016, ore 12:00 | Cantabria Bisons | 12 – 39 referto | Gijón Mariners | IMD Ruth Beitia |

### Statistiche di squadra
| Competizione        | %Vittorie | In casa | In casa | In casa | In casa | In casa | In casa | In trasferta | In trasferta | In trasferta | In trasferta | In trasferta | In trasferta | Totale | Totale | Totale | Totale | Totale | Totale |
| Competizione        | %Vittorie | G       | V       | N       | P       | Pf      | Ps      | G            | V            | N            | P            | Pf           | Ps           | G      | V      | N      | P      | Pf     | Ps     |
| ------------------- | --------- | ------- | ------- | ------- | ------- | ------- | ------- | ------------ | ------------ | ------------ | ------------ | ------------ | ------------ | ------ | ------ | ------ | ------ | ------ | ------ |
| Liga Norte Femenina | .000      | 1       | 0       | 0       | 1       | 12      | 39      | 1            | 0            | 0            | 1            | 12           | 26           | 2      | 0      | 0      | 2      | 24     | 65     |
| Totale              | .000      | 1       | 0       | 0       | 1       | 12      | 39      | 1            | 0            | 0            | 1            | 12           | 26           | 2      | 0      | 0      | 2      | 24     | 65     |